# Graft (pel·lícula de 1931)
Graft és una pel·lícula de thriller estatunidenca de 1931, dirigida per Christy Cabanne i protagonitzada per Regis Toomey i la futura agent de talent Sue Carol, i amb Boris Karloff, que va aparèixer a Frankenstein aquell mateix any.

## Argument
En Dusty, un periodista, investiga l'assassinat del fiscal del districte i s'ensopega amb un complot que implica un segrest i unes eleccions corruptes.

## Repartiment
- Regis Toomey com Dusty Hotchkiss
- Sue Carol com Constance Hall
- Dorothy Revier com Pearl Vaughan
- Boris Karloff com Joe Terry
- George Irving com Robert Hall
- Richard Tucker com Carter Harrison
- William B. Davidson com M.H. Thomas
- Willard Robertson com Scudder
- Harold Goodwin com Speed Hansen
- Carmelita Geraghty com secretària